# 安徽扬子职业技术学院
安徽扬子职业技术学院是一所位于安徽省芜湖市的全日制民办高等职业学校。学院由安徽巨华科教投资有限公司投资创建，2011年4月经安徽省人民政府批复设置。

## 院系专业
该院设有电子工程系、机械工程系、汽车工程系、外语系、经济管理系、信息工程系、艺术系和基础教学部八个系部，开设20个专业。

## 引用文献
1. ↑  安徽省教育厅. . 安徽教育网. 2011-04-11  [2016-09-05]. （原始内容存档于2018-04-03）.
2. ↑  . 安徽扬子职业技术学院.   [2016-09-05]. （原始内容存档于2020-11-25）.